# اوژن ژیرو
یوجین جیرود (انگلیسی: Eugène Giraud; ۹ اوت ۱۸۰۶ – ۲۹ دسامبر ۱۸۸۱) نقاش اهل فرانسه بود.
وی همچنین برندهٔ جوایزی همچون لژیون دونور (افسر) شده‌است.